# Mers-el-Kébir
Mers-el-Kébir è una città portuale del nord-ovest dell'Algeria, nei pressi di Orano, inclusa nella Provincia di Orano.

## Storia
Antico porto romano; fu occupata dagli spagnoli dal cardinale Francisco Jiménez de Cisneros nel 1505: sotto la corona di Spagna (che la ribattezzò Mazalquivir) rimase fino al 1708, quando, seguendo le sorti del Maghreb centrale, passò sotto gli Ottomani.
Nel 1940 la Royal Navy britannica attaccò la flotta francese qui ancorata per evitare che cadesse nelle mani tedesche.
Fino al 1962 si chiamava Saint André de Mers-el-Kébir.